# جزر صلب
جزر صلب (الاسم العلمي:Daucus rigidus) هو نوع غير مؤكد من النباتات يتبع جنس الجزر من الفصيلة الخيمية.